# Baicaloclepsis echinulata
Baicaloclepsis echinulata — вид п'явок з роду Baicaloclepsis підродини Toricinae родини Пласкі п'явки ряду Хоботні п'явки (Rhynchobdellida). Синоними — Clepsine echinulata, Haementeria echinulata.

## Опис
Загальна довжина сягає 15 мм. Є 2 пари очей практично повністю редукованих, зір вкрай слабенький. Тіло масивне, здатне розширюватися. Уся спина покрита сосочками, завдяки чому ця п'явка має волохатий вигляд. Також сосочки присутні на черевній стороні, чим відрізняється від іншого виду свого роду.
Забарвлення сіро-біле. На місце очей розташовано білі плямочки.

## Спосіб життя
Тримається на глибині від 14 до 300 м. Є ектопаразитом, що живиться харіусами, тайменями.

## Розповсюдження
Є ендеміком озера Байкал.